# Tapes, Breaks and Out-Takes
Tapes, Breaks and Out-Takes is een compilatie van verschillende vroegere studio en enkele live opnames. De nummers 4 en 7 komen van het album Live at Adelphia; de nummers 3 en 8 werden in juli 2002 opgenomen voor het album  The Sun. De overige nummers werden opgenomen in verschillende gelegenheden, waaronder de Prince of Wales in Melbourne, het Edinburgh Festival.

## Lijst met nummers
1. "Wandering" - 5:02
2. "The Night That Never End" - 7:49
3. "The Chariot" - 9:06
4. "The Lost Song" - 5:54
5. "Wanted to Write a Love Song" - 8:22
6. "Song For The Day" - 5:22
7. "The Conspiracy" - 4:28
8. "Two Shoes" - 6:05